# شمة شيخة
شمة شيخة هي قرية في مقاطعة سردشت، إيران. يقدر عدد سكانها بـ 40 نسمة بحسب إحصاء 2016.